# Université de Modène et de Reggio d'Émilie

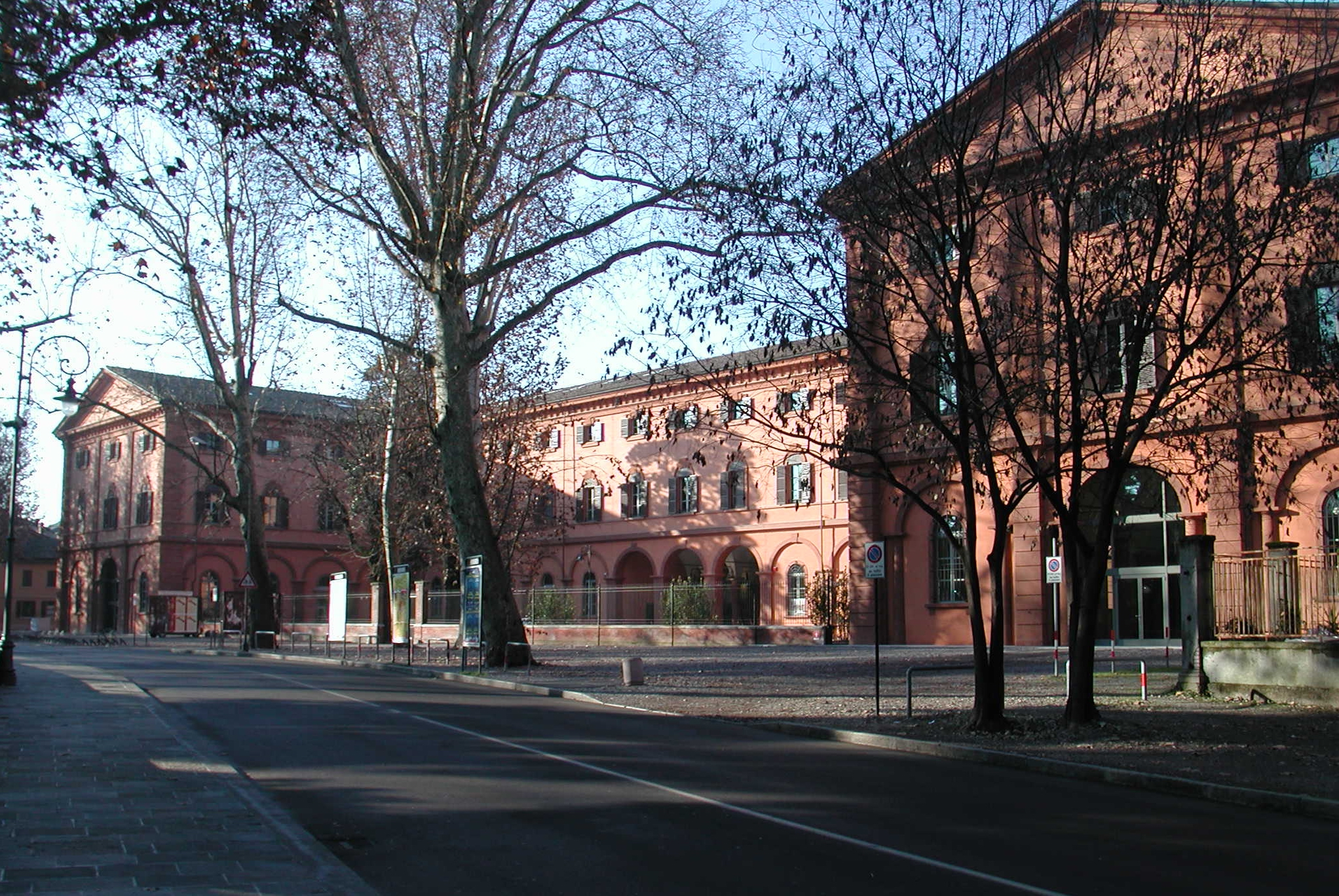

L'université de Modène et de Reggio d'Émilie (en italien, Università degli studi di Modena e Reggio Emilia) est une université italienne, fondée en 1175, située à la fois à Modène (siège principal) et à Reggio d'Émilie. C'est la 3e plus ancienne université d'Italie. À Modène elle compte notamment la faculté d'économie, de lettres et philosophie, de droit et de mathématiques.

## Étudiants célèbres
- Ylenja Lucaselli (1976-), femme politique ;
- Benedicte Mundele (1993-), entrepreneure de produits frais de la république démocratique du Congo ;
- Mattia Binotto (1969-), directeur général de la Scuderia Ferrari depuis janvier 2019.